# Tajch Bakomi
Tajch Bakomi je vodní nádrž, tajch v obci Štiavnické Bane.
Začal se stavět v roce 1736, dokončen byl v roce 1737. Projekt navrhl J. T. Brinn, který byl žákem a spolupracovníkem Samuela Mikovínyho. V době ukončení díla se se vzpomíná pojmenování St. Pachomii – tajch na území Krechsengrundu. Důvodem postavení tajchu Bakomi bylo to, že baron Ján Nepomuk Mitrovský, komisař dvorské komory pro důlní města, pokládal za nezbytné lépe zachytit zbytečně odtékající povrchové vody (po naplnění tajchu Veľká Vindšachta) ze sběrných struh z Krížné, Sitna a Dekýše, jakož i vodu z Dolního Krechsengrundu. Vyjádřil přesvědčení, že po jeho postavení budou čerpací zařízení, jakož i 13 stoupových kol se 78 tlouky každoročně pracovat o tři až čtyři týdny déle než do té doby.
Po zaměření stavby geodetem Samuelem Mikovínym začaly práce na stavbě tajchu v červenci 1736. V archivním materiálu z roku 1737 se již hovoří konkrétně o končících pracích na tajchu Bakomi. Přitom se konstatuje, že tajch je hotov, zbývá srovnat jen několik výstupků a přivést sběrnou strouhu, přičemž předpokládané náklady 21 600 zlatých se již vyčerpaly.
V letech 1789 – 1791 byla provedena největší rekonstrukce tajchu, jejíž součástí byla výměna dřevěného potrubí za železné, oprava výstupního systému a zabudování regulačního rozdělovacího zařízení v odtokové hrázové chodbě.
V roce 2005 byl tajch vypuštěn a začaly práce na jeho generální opravě. Celkový objem vodní nádrže je 160 000 m³, výška hráze 15,60 m, šířka koruny hráze 12,20 až 13,30 m, délka hráze 113,80 m, kóta koruny hráze 714 m.